# 梁正中
梁正中（1915年6月—1983年），男，直隶（今河北）涞源人，中华人民共和国政治人物，曾任中共北京市委城建部部长，北京市政协副主席。